# Чанъань
Чанъань (кит. трад. 長安, упр. 长安, пиньинь Cháng'ān, палл. Чанъань), в переводе «долгий мир» — ныне несуществующий город в Китае, древняя столица нескольких китайских государств. Был местом назначения торговых караванов, которые шли по Великому шёлковому пути в Китай. Сегодня на месте Чанъаня расположен город Сиань.
Территория Чанъаня была заселена со времен неолита. Окрестности города были одним из центров археологической культуры яншао. Во времена империи Цинь в северных окрестностях Чанъаня была основана столица Сяньян, в которой находился императорский двор правителя Цинь Ши Хуанди, а также подземный мавзолей с огромной терракотовой армией. Это городское поселение продолжало существовать и в период существования империи Хань.
В эпоху империи Тан Чаньян стал столицей Китая. Он получил название «Чанъань» и стал столицей государства. Город напоминал по форме прямоугольник, разбитый на одинаковые кварталы наподобие шахматной доски. Населения Чанъаня в середине VIII века составляло более 1 миллиона человек, что делало его крупнейшим городом тогдашнего мира. Город был укреплен высокими и толстыми кирпичными стенами.
Планировка Чанъаня оказала большое влияние на строительство столиц соседних государств — Нары и Киото в Японии и Санъйонга в Бохае.
Во времена империи Мин столица была перенесена в Пекин, а Чанъань переименован в Сиань. Под этим названием он и известен по сей день на большинстве карт мира.

## Галерея
- Башни Цюэ возвышается вдоль стен Чанъаня эпохи Тан, как изображено на этой фреске VIII века из гробницы Ли Чонгруня (682–701) в мавзолее Цяньлин в Шэньси.
- Голова лошади из терракоты времён династии Хань.
- Карта, показывающая историю городских стен Сиань от династии Чжоу до династии Цин.
- Краткая карта Ханьского Чанъаня, написанная во время династии Цин
- План Чанъаня
- Карта Чанъаня во времена династии Тан
- Большая пагода диких гусей, построенная в 652 году нашей эры, расположена в юго-восточном секторе Чанъаня.
- Малая пагода диких гусей, построенная в 709 году нашей эры, повреждённая землетрясением в 1556 году, но всё ещё стоящая в центральном секторе Чанъаня.
- Позолоченная шестиугольная серебряная пластина эпохи Тан с рисунком зверя Фэй Лянь, найденная при раскопках 1970 года в Сиане
- Винная чаша эпохи Тан из позолоченного серебра с цветочным орнаментом, найденная при раскопках 1970 года в Сиане
- Серебряно-позолоченный сосуд с изображением танцующих лошадей, найденный при раскопках 1970 года в Сиане
- Бронзовый колокол цзинъюнь, отлитый в 711 году нашей эры, высотой 247 см и весом 6500 кг, сейчас находится на колокольне Сианя
- Реконструированные ворота Даньфэн, в которых сохранились руины оригинальных ворот дворца Дамин
- Руины зала Хуаньюань во дворце Дамин
- Тематический парк Танского Чанъаня в Сиане сегодня
- Исторический музей Шэньси